# LFG Roland D.V
Le LFG Roland D.V était un avion de chasse fabriqué en Allemagne pendant la Première Guerre mondiale.